# Pilosella sect. Cymigerae
La sezione  Pilosella sect. Cymigerae   (Gremli) e Gottschl. è una sezione di piante angiosperme dicotiledoni del genere Pilosella della famiglia delle Asteraceae.

## Etimologia
Il nome del genere (Pilosella) deriva dal latino "pilosus" (significa "peloso") e si riferisce all'aspetto piuttosto pubescente di queste piante.
Il nome scientifico della sezione è stato definito dai botanici August Gremli (1833-1899) e Günter Gottschlich (1951-).

## Descrizione

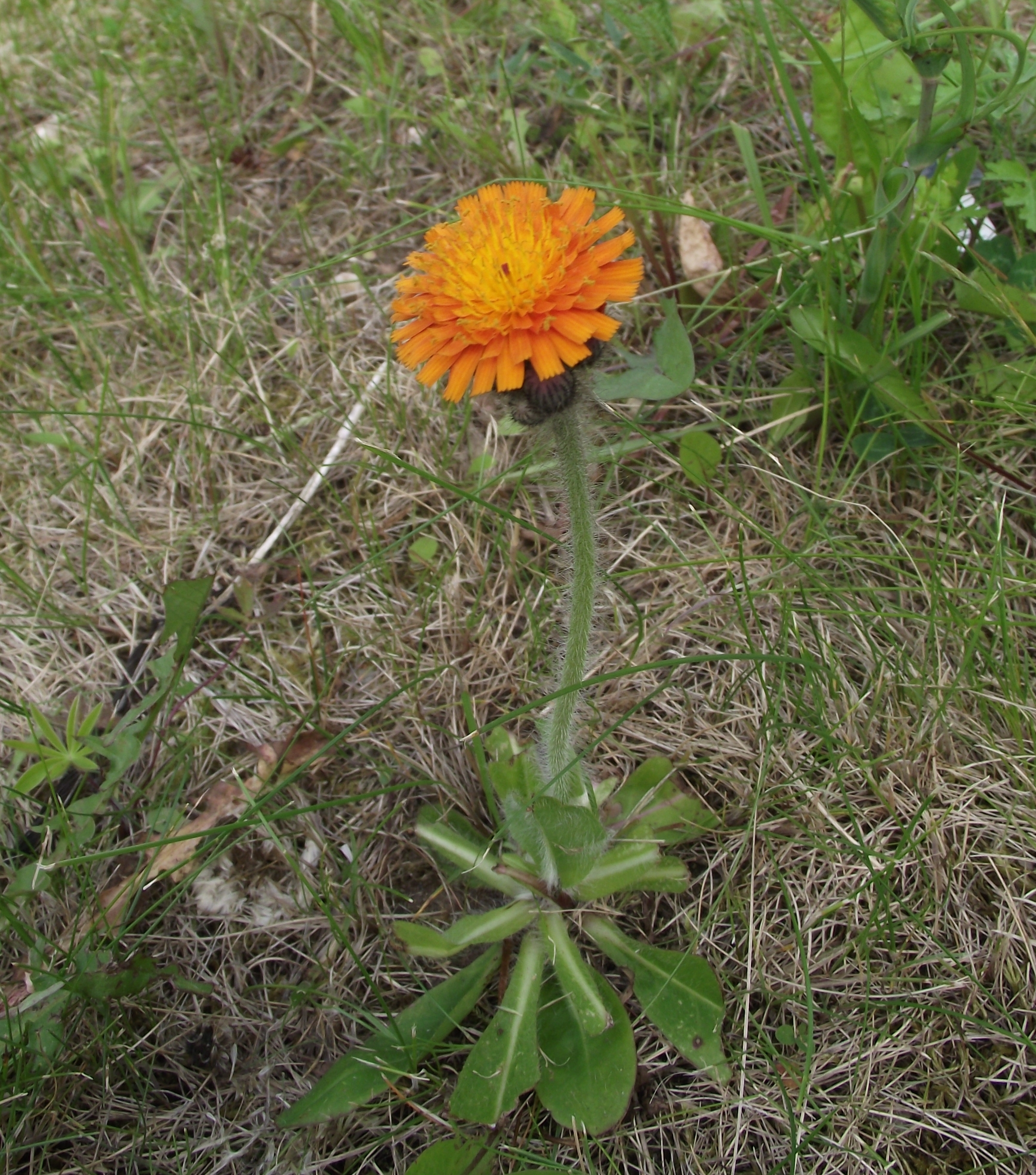
Il portamento
Pilosella aurantiaca

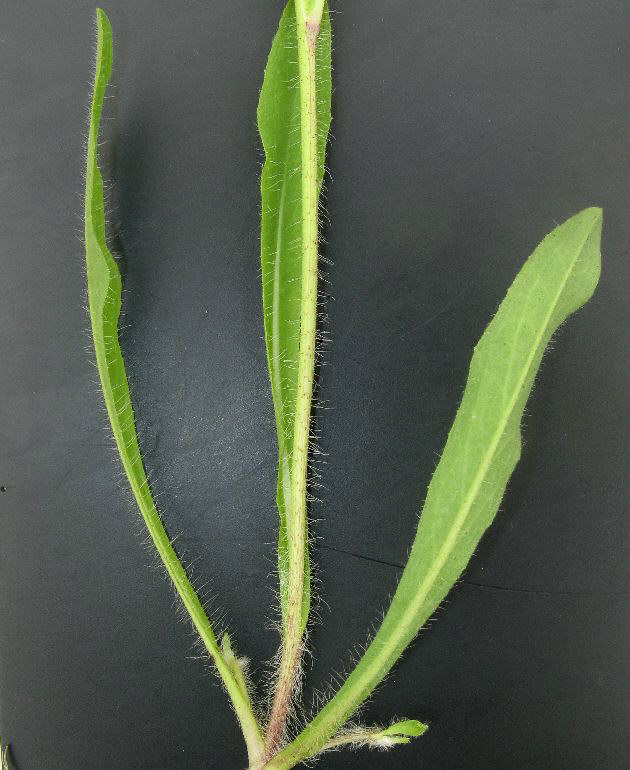
Le foglie
Pilosella caespitosa

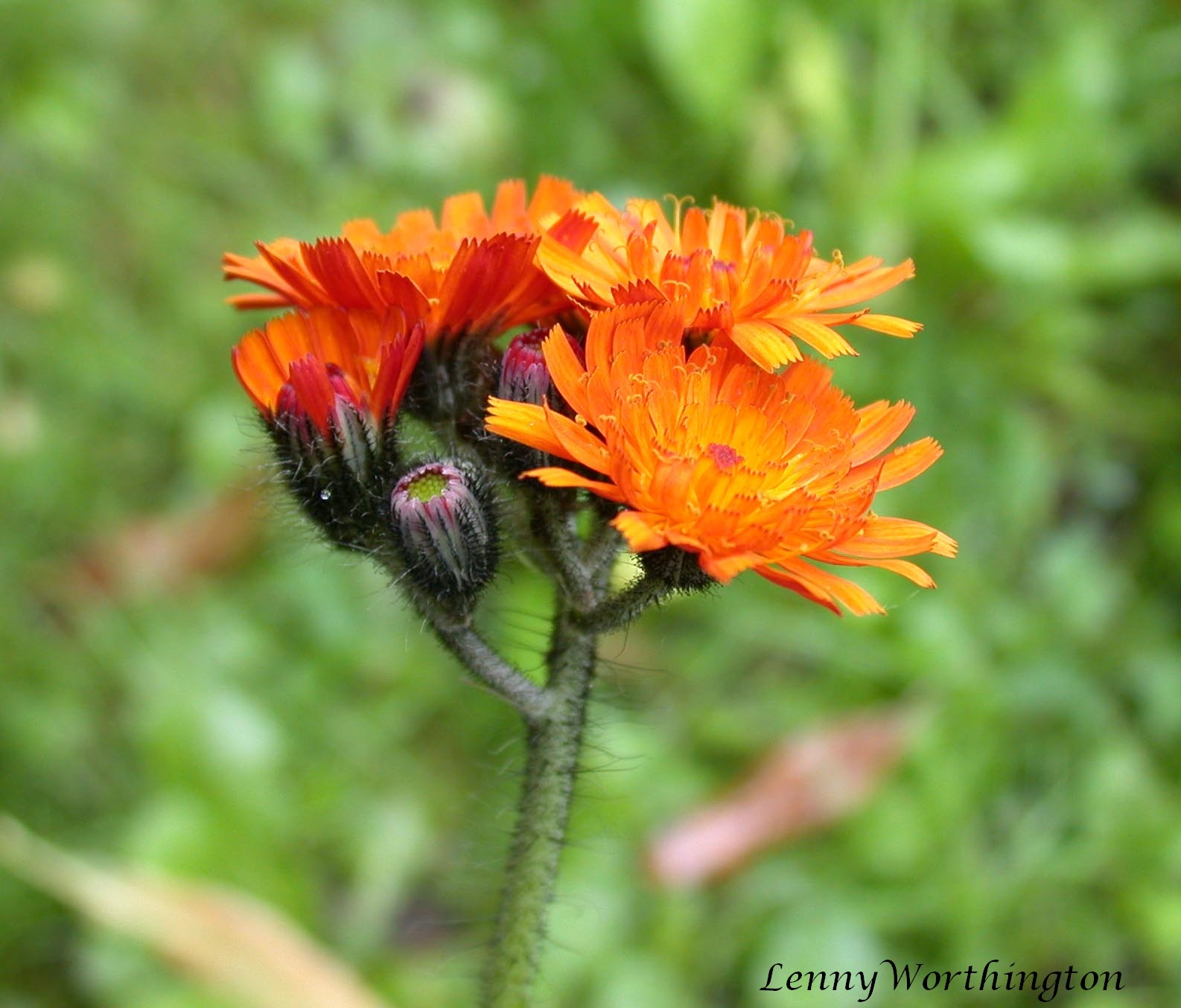
Infiorescenza
Pilosella aurantiaca

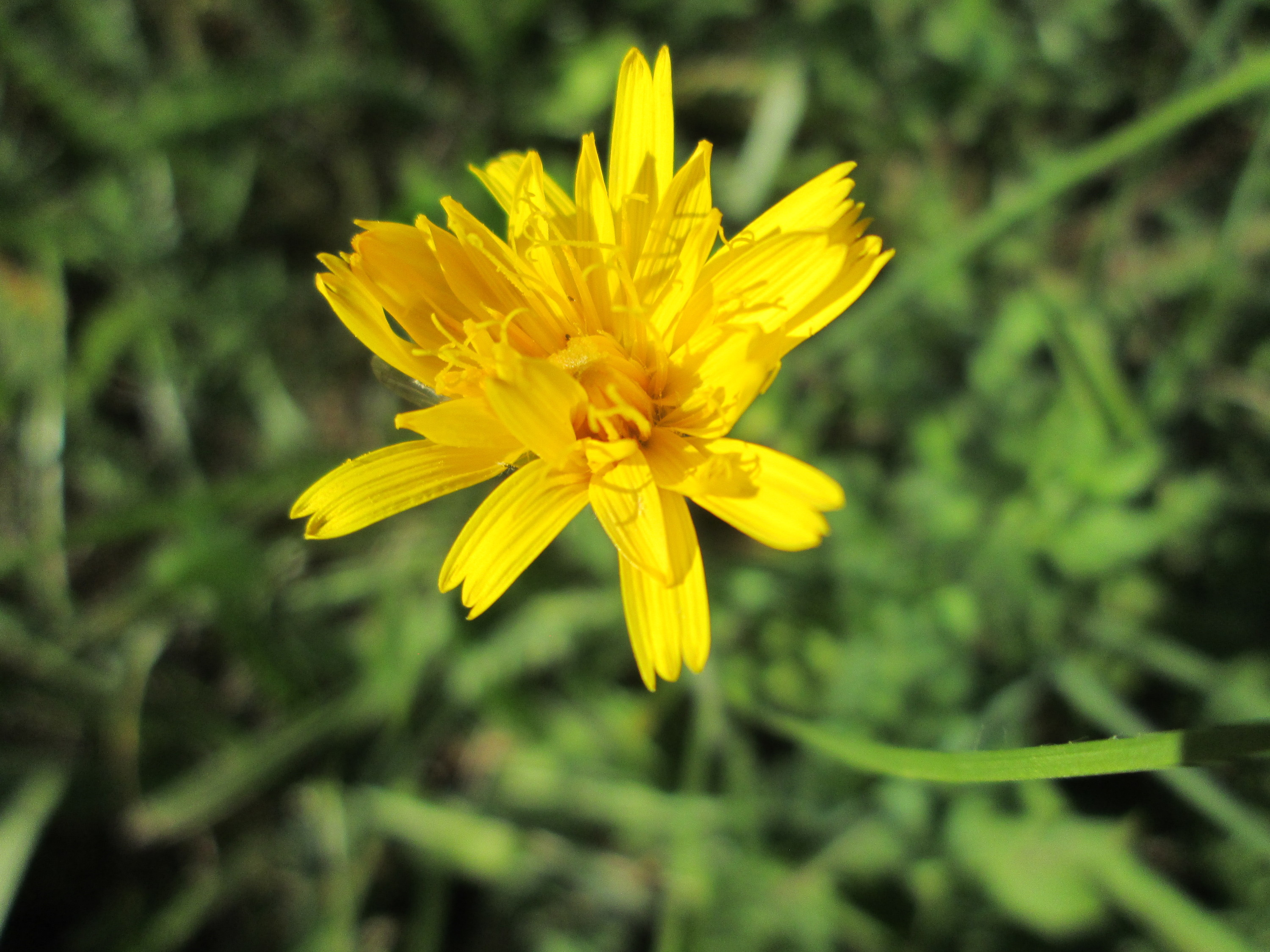
I fiori
Pilosella caespitosa

Habitus. Le specie di questa sezione, con cicli biologici perenni, sono piante erbacee non molto alte. Le forme biologiche prevalenti sono emicriptofita rosulata (H ros). Tutte le specie del gruppo sono provviste di latice.
Fusto. I fusti sono eretti, ascendenti e ramificati. La pubescenza è formata da peli semplici, scuri e lunghi 2 – 7 mm. Le radici in genere sono di tipo fittonante; possono essere presenti anche delle parti stolonifere con stoloni, sottili e pallidi. Altezza massima delle piante: 20 cm.
Foglie. Sono presenti sia foglie delle rosette basali (una decina) che cauline (poche) con disposizione alterna. Le lamine in genere sono intere a forma lanceolata o ellittica o obovata, spesso allungate o lineari (quelle cauline) e confluenti in un picciolo a volte alato. La superficie può essere ricoperta da peli semplici o ramificati e la consistenza molle. Gli apici sono da ottusi a arrotondati. Entrambe le facce delle foglie sono verdi (verde tenue, quasi glauco, per quelle basali).
Infiorescenza. Le sinflorerescenze, composte da molti capolini (da 5 a 15) terminali, sono densamente panicolate o anche glomerato-umbellato-panicolate. L'acladio è di 1 - 2,5 cm. L'infiorescenza è formata da un singolo capolino, solamente di tipo ligulifloro (ossia composto da diversi fiori ligulati). I capolini sono formati da un involucro composto da diverse brattee (o squame) all'interno delle quali un ricettacolo fa da base ai fiori ligulati. L'involucro ha una forma da semiemisferica a semiellissoide ed è formato da 2 - 4 serie di brattee. Le brattee sono colorate di grigio/verde-nerastro. Il ricettacolo, alla base dei fiori, è nudo (senza pagliette) e con alveoli brevemente dentati. I peduncoli, e le brattee involucrali, sono ricoperti da peli semplici colorati da grigio chiaro fino a nerastro. Dimensione dell'involucro: 7 – 9 mm.
Fiori. I fiori, tutti ligulati (i fiori tubulosi in genere sono mancanti), sono tetra-ciclici (ossia sono presenti 4 verticilli: calice – corolla – androceo – gineceo) e pentameri (ogni verticillo ha in genere 5 elementi). I fiori sono ermafroditi, fertili e zigomorfi.
- Formula fiorale:

*/x K {\displaystyle \infty }, [C (5), A (5)], G 2 (infero), achenio
- Calice: i sepali del calice sono ridotti ad una coroncina di squame.
- Corolla: le corolle sono formate da un tubo (alla base) e da una ligula terminante con 5 denti; il colore è giallo, giallo aranciato fino a rosso-porpora.
- Androceo: gli stami sono 5 con filamenti liberi e distinti, mentre le antere sono saldate in un manicotto (o tubo) circondante lo stilo.[12] Le antere sono codate e allungate con una appendice apicale acuta; i filamenti sono lisci. Il polline è tricolporato.[13]
- Gineceo: lo stilo è lungo, filiforme, nerastro e peloso sul lato inferiore. Gli stigmi dello stilo sono due divergenti e ricurvi con la superficie stigmatica posizionata internamente (vicino alla base).[14] L'ovario è infero uniloculare formato da 2 carpelli.

Frutti. I frutti sono degli acheni con pappo. Gli acheni, colorati di castano scuro, hanno una forma cilindrica ristretta alla base (ma non all'apice) e privi di becco (non sono compressi); sono inoltre provvisti di 10 coste longitudinali terminanti con un dentello. Il pappo si compone di fragili setole semplici color bianco-sporco su una sola serie.

## Biologia
- Impollinazione: l'impollinazione avviene tramite insetti (impollinazione entomogama tramite farfalle diurne e notturne).
- Riproduzione: la fecondazione avviene fondamentalmente tramite l'impollinazione dei fiori (vedi sopra).
- Dispersione: i semi (gli acheni) cadendo a terra sono successivamente dispersi soprattutto da insetti tipo formiche (disseminazione mirmecoria). In questo tipo di piante avviene anche un altro tipo di dispersione: zoocoria. Infatti gli uncini delle brattee dell'involucro (se presenti) si agganciano ai peli degli animali di passaggio disperdendo così anche su lunghe distanze i semi della pianta.

## Distribuzione e habitat
La distribuzione delle specie di questo gruppo è soprattutto alpina (Alpi) con habitat tipico dei pascoli alpini e subalpini.

## Tassonomia
La famiglia di appartenenza di questa voce (Asteraceae o Compositae, nomen conservandum) probabilmente originaria del Sud America, è la più numerosa del mondo vegetale, comprende oltre 23.000 specie distribuite su 1.535 generi, oppure 22.750 specie e 1.530 generi secondo altre fonti (una delle checklist più aggiornata elenca fino a 1.679 generi). La famiglia attualmente (2021) è divisa in 16 sottofamiglie.

### Filogenesi
Il genere di questa voce appartiene alla sottotribù Hieraciinae della tribù Cichorieae (unica tribù della sottofamiglia Cichorioideae). In base ai dati filogenetici la sottofamiglia Cichorioideae è il terz'ultimo gruppo che si è separato dal nucleo delle Asteraceae (gli ultimi due sono Corymbioideae e Asteroideae). La sottotribù Hieraciinae fa parte del "quinto" clade della tribù; in questo clade è posizionata alla base ed è "sorella" al resto del gruppo comprendente, tra le altre, le sottotribù Microseridinae e Cichoriinae. Il nucleo della sottotribù Hieraciinae è l'alleanza Hieracium - Pilosella (comprendenti la quasi totalità delle specie della sottotribù - oltre 3000 specie) e formano (insieme ad altri generi minori) un "gruppo fratello". Alcuni Autori includono in questo gruppo anche i generi Hispidella e Andryala.
I caratteri distintivi per il genere Pilosella sono:
- tutta la piante è densamente pelosa;
- gli acheni hanno 10 coste longitudinali.

Classificazione del genere. Il genere Pilosella è un genere di difficile classificazione in quanto molte specie tendono ad ibridarsi e molto spesso tra una specie e un'altra è presente un "continuam" di caratteri e quindi sono difficilmente separabili. Qui in particolare viene seguita la suddivisione in sezioni del materiale botanico così come sono elencate nell'ultima versione della "Flora d'Italia".
La sezione II  Pilosella sect. Cymigerae  comprende, relativamente alla flora spontanee a italiana, 3 specie principali e 2 specie secondarie. I caratteri distintivi per le specie di questa sezione sono:
- lo scapo (la cui pubescenza è formata da peli semplici, scuri e lunghi 2 - 7 mm) è ramificato, alto 20 cm, con molti capolini (da 10 a 40) e con diverse foglie cauline;
- sono presenti degli stoloni, sottili e pallidi;
- entrambe le facce delle foglie sono verdi (verde tenue, quasi glauco, per quelle basali).
- le sinflorescenze sono densamente panicolate (o anche glomerato-umbellato-panicolate);
- i peduncoli, e le brattee involucrali, sono ricoperti da peli semplici colorati da grigio chiaro fino a nerastro.

Il numero cromosomico delle specie della sezione è: 2n = 18, 27, 36, 45, 54, 63 e 72 (specie diploidi, triploidi, tetraploidi, pentaploidi, hexaploidi... decaploidi).

### Specie della flora italiana
Nella flora spontanea italiana, per la sezione di questa voce, sono presenti le seguenti specie (principali e secondarie o derivate):
Specie principale. Pilosella aurantiaca  (L.) F.W.Schultz & Sch.Bip., 1862 - Pelosella aurea: l'altezza massima della pianta è di 30 – 40 cm; il ciclo biologico è perenne; la forma biologica è emicriptofita rosulata (H ros); il tipo corologico è  Centro e Nord Europeo ; l'habitat tipico sono i pascoli subalpini; in Italia è una specie comune e si trova nelle Alpi orientali/centrali fino ad una quota compresa tra 1.250 e 2.400 m s.l.m.. Per questa specie sono riconosciute 3 sottospecie (tutte presenti in Italia).
Caratteri principali: il fusto è alto fra 30 a 40 cm; il colore dei fiori è giallo-aranciato fino a rosso-porpora; i peli semplici delle brattee dell'involucro sono densi, lunghi 3 - 5 mm, colorati di grigio chiaro (fino a nero) e sono rigidi; l'involucro ha un diametro di 7 - 10 mm.
Specie secondarie collegate a Pilosella aurantiaca:
| Specie                                  | Caratteri                                                              | Habitat                | Distribuzione italiana | Sottospecie |
| --------------------------------------- | ---------------------------------------------------------------------- | ---------------------- | ---------------------- | ----------- |
| Pilosella rubra (Peter) Soják, 1971[20] | Sono più simili alla specie P. aurantiaca che alla specie P. pilosella | Prati e pascoli alpini | Alpi - Molto rara      |             |
Specie principale. Pilosella fusca   (Vill.) Arv.-Touv., 1880 - Pelosella fosca: l'altezza massima della pianta è di 15 – 25 cm; il ciclo biologico è perenne; la forma biologica è emicriptofita rosulata (H ros); il tipo corologico è  Centro e Nord Europeo; l'habitat tipico sono i pascoli subalpini; in Italia è una specie comune e si trova nelle Alpi fino ad una quota compresa tra 1.500 - 2.200 m s.l.m..
Caratteri principali: il fusto è alto fra 15 a 25 cm; il colore dei fiori è giallo striato di rosso; i peli semplici delle brattee dell'involucro sono più o meno sparsi, lunghi 2 - 3 mm, colorati di grigio chiaro (fino a nero) e sono subrigidi; l'involucro ha un diametro di 6 - 7 mm.
Specie secondarie collegate a Pilosella fusca:
| Specie                                                     | Caratteri                                             | Habitat                | Distribuzione italiana                  | Sottospecie |
| ---------------------------------------------------------- | ----------------------------------------------------- | ---------------------- | --------------------------------------- | ----------- |
| Pilosella blyttiana (Fr.) F.W.Schultz & Sch.Bip., 1861[22] | Tra la specie P. aurantiaca e la specie P. lactucella | Prati e pascoli alpini | Gran San Bernardo e Carnia - Molto rara |             |
Specie principale. Pilosella caespitosa  (Dumort.) P.D.Sell & C.West, 1967  - Pelosella palustre: l'altezza massima della pianta è di 30 – 50 cm; il ciclo biologico è perenne; la forma biologica è emicriptofita rosulata (H ros); il tipo corologico è  Euro-Siberiano; l'habitat tipico sono i prati umidi; in Italia è una specie molto rara e si trova nella Valle Aurina fino ad una quota compresa tra 1.200 - 1.600 m s.l.m.. Per questa specie sono riconosciute 2 sottospecie (una in Italia).
Caratteri principali: il fusto è alto fra 30 e 50 cm; il colore dei fiori è giallo non striato di rosso; i peli semplici delle brattee dell'involucro sono densi, lunghi 3 - 5 mm, colorati di grigio chiaro (fino a nero) e sono rigidi; l'involucro ha un diametro di 5 - 8 mm.

#### Specie italiane alpine
Alcune specie di questa sezione vivono sull'arco alpino. La tabella seguente mette in evidenza i dati relativi all'habitat, al substrato e alla distribuzione di alcune di queste specie alpine.
| Specie | Comunità vegetali | Piani vegetazionali | Substrato  | pH     | Livello trofico | H2O   | Ambiente | Zona alpina         |
| --- | ----------------- | ------------------- | ---------- | ------ | --------------- | ----- | -------- | ------------------- |
| P. aurantiaca | 10                | collinare montano   | Ca/Si - Si | acido  | basso           | medio | F4 F5    | tutto l'arco alpino |
| P. caespitosa | 11                | collinare montano   | Ca - Si    | neutro | basso           | medio | E1 F3    | TN BZ               |
| Legenda e note alla tabella. Substrato: con “Ca/Si” si intendono rocce di carattere intermedio (calcari silicei e simili). Zona alpina: vengono prese in considerazione solo le zone alpine del territorio italiano (sono indicate le sigle delle province). Comunità vegetali: 10 = comunità delle praterie rase dei piani subalpino e alpino con dominanza di emicriptofite; 11 = comunità delle macro- e megaforbie terrestri. Ambienti: E1 = paludi e torbiere basse; F3 = prati e pascoli mesofili e igrofili; F4 = prati e praterie magre rase; F5 = praterie rase subalpine e alpine. |                   |                     |            |        |                 |       |          |                     |